# Фрейдзон, Владимир Израилевич
Влади́мир Изра́илевич Фрейдзо́н (28 апреля 1922, Освея — 23 декабря 2004, Москва) — советский и российский историк.

## Биография
После окончания средней школы в Москве в 1939 году поступил на исторический факультет МГУ. В 1941 году был призван в армию, направлен на учёбу в артиллерийское училище. Воевал на 1-м Белорусском и 1-м Прибалтийском фронтах, был ранен. За боевые заслуги был награждён орденами Отечественной войны II степени и Красной Звезды.
После войны продолжил учёбу в МГУ. Специализировался по новой истории южных славян. Среди его учителей — академик В. И. Пичета, профессора З. Р. Неедлы и С. А. Никитин. В 1952 году окончил аспирантуру и защитил кандидатскую диссертацию «Положение крестьян Хорватии в начале XX в. и Хорватская крестьянская партия Радичей в 1905—1914 годах».
Некоторое время В. И. Фрейдзон работал в отделе комплектования Государственной библиотеки им. В. И. Ленина, а с 1956 года до конца жизни — в Институте славяноведения. Участвовал в написании «Истории Югославии» (1963).
С 1971 года — доктор исторических наук (в качестве диссертации представлена изданная годом ранее монография «Борьба хорватского народа за национальную свободу»). Принимал участие в коллективных монографиях, посвящённых истории освободительного движения, формированию наций в Хорватии и Словении.

## Основные работы
- Борьба хорватского народа за национальную свободу : Подъём освободительного движения в 1859—1873 гг. История, идеология, политические партии. — М.: Наука, 1970. — 384 с. — 1700 экз.
- Судьбы крестьянства в общественной мысли Хорватии XIX — начала XX в. : От консервативно-реформистских идей к прогрессивной крестьянской демократии, 1832—1914. — М.: ИСБ, 1993. — 186 с. — ISBN 5-900698-11-4. — 300 экз.
- Далмация в хорватском национальном возрождении XIX в. : К истории югославизма и его неудачи. — М.: ИСБ, 1997. — 164 с. — ISBN 5-7576-0052-7. — 1150 экз.
- Нация до национального государства : Историко-социологический очерк Центральной Европы XVII в. — начала XX в. — Дубна : Феникс, 1999. — 94+2 с. — ISBN 5-87905-091-2. — 1000 экз.
- История Хорватии : Краткий очерк с древнейших времен до образования республики (1991 г.). — СПб.: Алетейя, 2001. — 298+20 с. — ISBN 5-89329-384-3. — 1000 экз.